# Belizar
Flavije Belizar (grčki: Βελισαριος, latinično: Belisarios, latinski: Flavius Belisarius, oko 500. – 565.) bio je jedan od najvećih bizantskih generala i jedan od najistaknutijih generala u povijesti. Sproveo je ambicioznu namjeru cara Justinijana I. da vrati pod svoju vlast velik dio sredozemnog dijela Zapadnog Rimskog Carstva, koje je izgubljeno stotinjak godina ranije. 
Jedna od bitnih karakteristika Belizarove karijere je uspjeh kojeg je postigao unatoč slaboj ili mjestimice nikakvoj carskoj potpori. Smatra ga se među izabranom skupinom ljudi koje povjesničari smatraju Posljednji Rimljani (Ultimus Romanorum).
Iako je Belizar danas znatno manje glasovit od drugih velikih vojnih vođa kao što su Julije Cezar ili Aleksandar Veliki, njegove je vještine i postignuća nadmašio rijetko koji vojskovođa. 

## Tjelohraniteljska karijera
Rodio se u gradiću koji se zvao Germane ili Germania (Γερμανία, Γερμανός, Γέρμεννε), a nalazio se na mjestu današnje Sapareve Banje u jugozapadnoj Bugarskoj. Rodio se u romaniziranoj paleobalkanskoj obitelji za koju se pretpostavlja da su vjerojatno bili Tračani ili Goti.
Još kao mladić je postao vojnik. Služio je kao tjelohranitelj cara Justina I. Dok je službovao kod njega, privukao je pozornost caru i njegovom nećaku Justinijanu, jer je djelovao kao časnik koji obećava svojom inovativnošću. Car mu je dopustio formirati posebnu tjelohraniteljsku postrojbu (bucellarii), odnosno teško konjaništvo. Vremenom mu se dopustilo proširiti postrojbu na dodatno ojačanje, jakosti 1500 ljudi. Postali su careva osobna garda. Belizarovi bucellarii su bili jezgra oko koje su se organizirale sve vojske kojima je poslije bio zapovijedao. Opremljeni kopljem, hunskim složenim lukom, dvosjeklim mačem i bili su oklopljeni po svim standardima teškog konjaništva. Bili su višenamjenska postrojba, sposobna za upade napadajući iz daljine lukom i strijelom, kao Huni, a mogla je djelovati kao teško udarno konjaništvo, koje je jurišalo i zabijalo se u neprijateljske redove kopljima i mačevima. U biti su kombinirali najbolje i najopasnije aspekte rimskih najvećih neprijatelja, Huna i Gota.

## Zapovjednička karijera
Nakon Justinove smrti 527. je novi car Justinijan I. postavio Belizara za zapovjednika bizantske vojske na istoku gdje se borio s upadima perzijskog Sasanidskog Carstva. Ubrzo se pokazao sposobnim i učinkovitim zapovjednikom, jer je pobjeđivao veću perzijsku vojsku boljim vođenjem svojih postrojba. Lipnja 530. tijekom Iberskog rata, poveo je bizantsku vojsku u zadivljujuću pobjedu nad Sasanidima u bitci kod Dare u sjeverozapadnoj Mezopotamiji, a nakon nje 531. u tijesnom porazu u bitci kod Callinicuma na sjevernoj eufratskoj obali. To je sve dovelo do pregovora, iz kojih je 532. dogovoren Vječni mir s Perzijancima. Bizant je poslije godinama plaćao velike reparacije u zamjenu za mir.
Godine je 532. bio najviši časnik u carskom Konstantinopolu kad je u gradu izbila pobuna Nika koja je skoro zbacila Justinijana s prijestolja. Belizar je uz pomoć magister milituma Ilirika, Munda, generala Narzesa i Ivana Armenca ugušio pobunu krvoprolićem na pobunjeničkom okupljalištu Hipodromu. Govorilo se da je taj pokolj oduzeo život 30 tisuća ljudi, a neki izvori govore i o 50 tisuća ljudi.

## Ostali ratnički pohodi
Osvojio je Kartagu, Siciliju, Napulj i nekadašnju prijestolnicu Rim, koju je zatim uspio obraniti od Ostrogota. Krenuo je dalje na sjever, pa su mu uplašeni Ostrogoti ponudili carsku krunu. Odbio je i zauzeo Ravennu, ali tada se i Justinijan uplašio tolikih uspjeha svojeg generala, pa je vratio Belizara na istok, u Siriju, gdje se borio protiv Perzijanaca u ratu za potkavkasku kraljevinu Iberiju. Kao nagradu za te uspješne pothvate, Justinijan mu je dao zapovjedništvo nad snagama koje su išle u pohod na Vandalsko Kraljevstvo. Pohod je bio uspješan i Bizant je vratio rimsku provinciju Afriku. Zatim je uslijedio pohod na Ostrogote. Belizar je napao Ostrogotsko Kraljevstvo s juga, iskrcavši se na Siciliju. Nakratko je ponovo Ostrogotima preoteo Rim. No, ljubomorni mu Justinijan više nije vjerovao, pa je Belizar umirovljen. Angažiran je posljednji put kad su Bugari prešli Dunav i zaprijetili samom Bizantu. Pobijedio ih je i otjerao preko rijeke.
Belizar i Justinijan zajedno su povećali carstvo za čak 45%. Iako su im odnosi često bili napeti, nisu mogli jedan bez drugoga. Obojica su umrli iste godine, u razmaku od samo nekoliko tjedana.